# Neoplan Centroliner

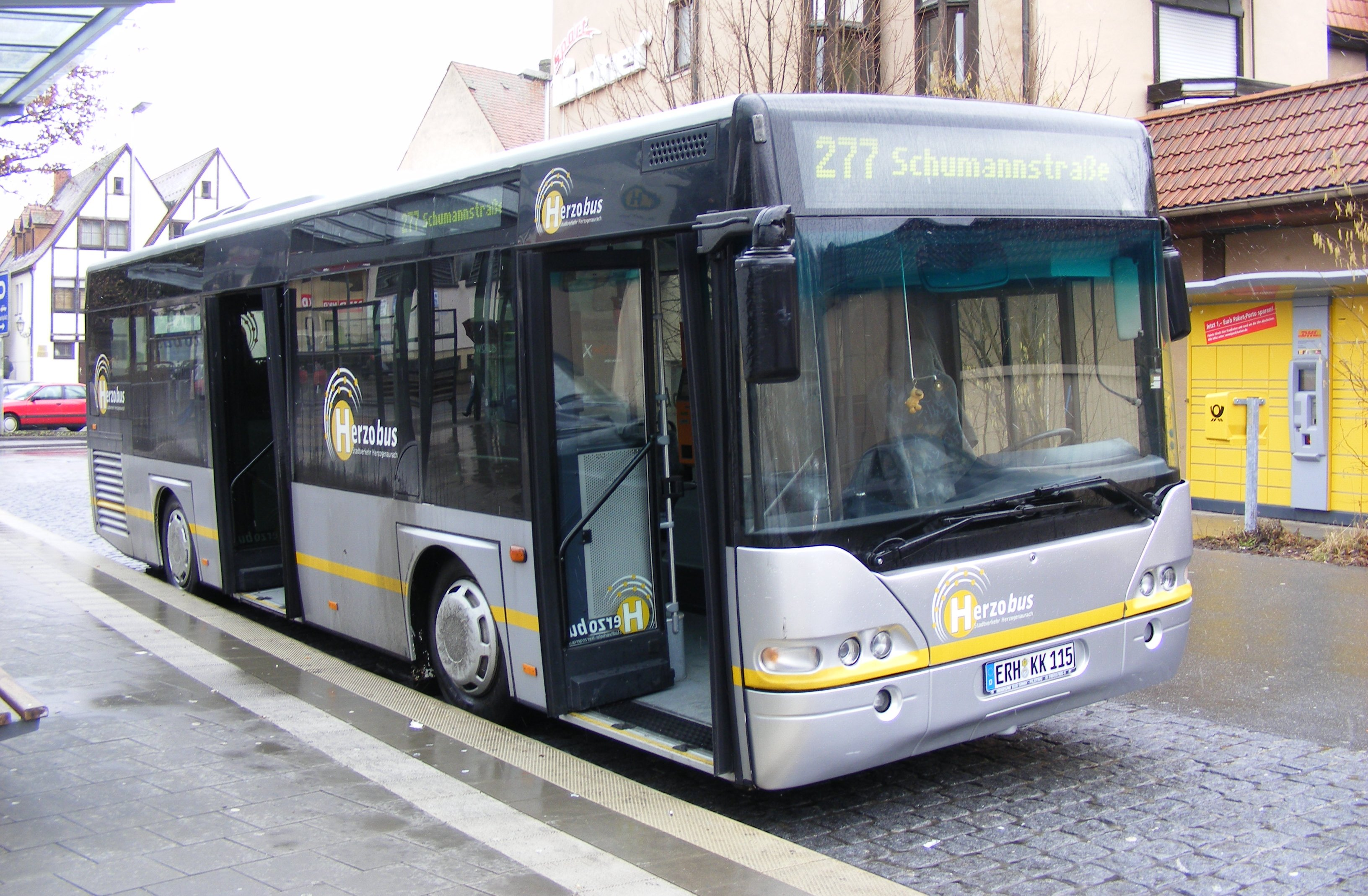
Neoplan N 4411

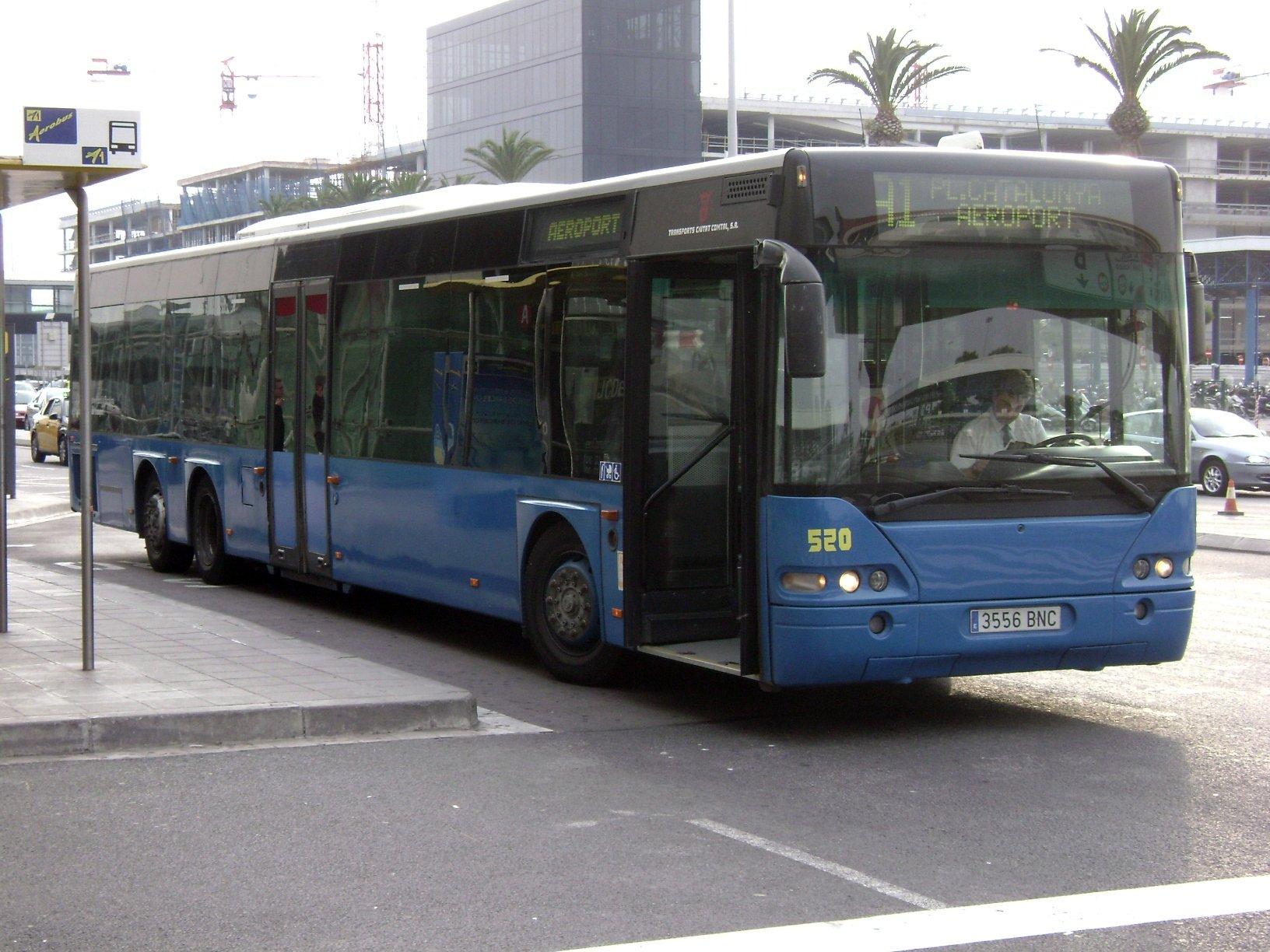
Neoplan N 4420

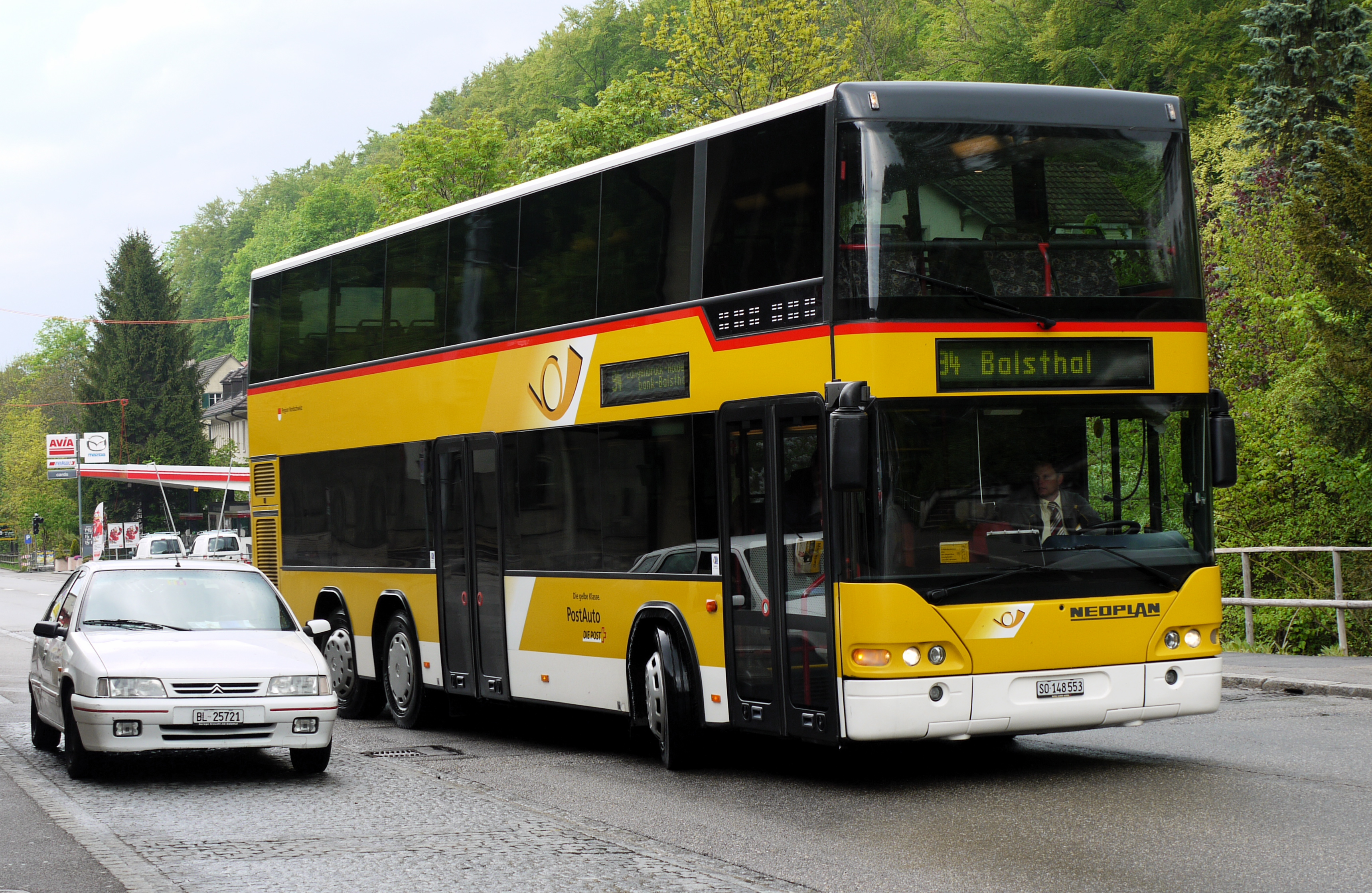
Neoplan N 4426/3

Neoplan Centroliner — сімейство низькопідлогових міських і міжміських автобусів, що випускалися з 1997 по 2006 рік німецькою маркою Neoplan.
В червні 1997 року був представлений громадськості в Штутгарті на МСГТ прототип Neoplan N 4416.
Це перший автобус компанії що виготовлявся за допомогою CAN. Виробництво здійснювалося на заводах Плауен і Пільстінг.

## Модифікації
Neoplan Centroliner випускався у декількох модифікаціях:
| Модель      | Тип                        | Довжина   | Ширина   | Висота   | Осі | Двері |
| ----------- | -------------------------- | --------- | -------- | -------- | --- | ----- |
| N 4407      | мідібус 8,7 м              | 8.690 мм  | 2.350 мм | 2.850 мм | 2   | 2     |
| N 4409      | мідібус 9,6 м              | 9.590 мм  | 2.350 мм | 2.850 мм | 2   | 2     |
| N 4411      | мідібус 10,2 м             | 10.200 мм | 2.550 мм | 2.850 мм | 2   | 2,3   |
| N 4413 CNG  | міський                    | 10.850 мм | 2.350 мм | 3.340 мм | 2   | 2     |
| N 4416      | міський                    | 12.000 мм | 2.550 мм | 2.850 мм | 2   | 2, 3  |
| N 4416 Ü    | міжміський                 | 12.000 мм | 2.550 мм | 2.890 мм | 2   | 2     |
| N 4420      | міський довгий             | 14.700 мм | 2.550 мм | 2.950 мм | 3   | 2, 3  |
| N 4421      | зчленований                | 17.990 мм | 2.550 мм | 2.950 мм | 3   | 3, 4  |
| N 4426/3    | двоповерховий              | 12.000 мм | 2.550 мм | 4.000 мм | 3   | 2     |
| N 4426/3 Ü  | двоповерховий міжміський   | 12.000 мм | 2.550 мм | 4.000 мм | 3   | 2     |
| N 4426/3 L  | двоповерховий довгий       | 13.850 мм | 2.550 мм | 4.000 мм | 3   | 3     |
| N 4426/3 LÜ | Überland-Doppeldecker lang | 13.850 мм | 2.550 мм | 4.000 мм | 3   | 3     |